# Mitromorpha karpathensis
Mitromorpha karpathensis is een slakkensoort uit de familie van de Mitromorphidae. De wetenschappelijke naam van de soort is voor het eerst geldig gepubliceerd in 1969 door Nordsieck.